# Ear Mountain
Ear Mountain est une montagne isolée de la péninsule de Seward, en Alaska. Elle est située à 80 km au nord de la ville de Teller et à 16 km au sud-ouest du village de Shishmaref. Surplombant un plateau recouvert d'une toundra basse, elle constitue l'un des rares points de repère de la péninsule.